# Mariakerk (Foudgum)
De Mariakerk van Foudgum is een monumentale kerk in Foudgum in de Nederlandse provincie Friesland. De kerk staat op het restant van een terp.

## Geschiedenis

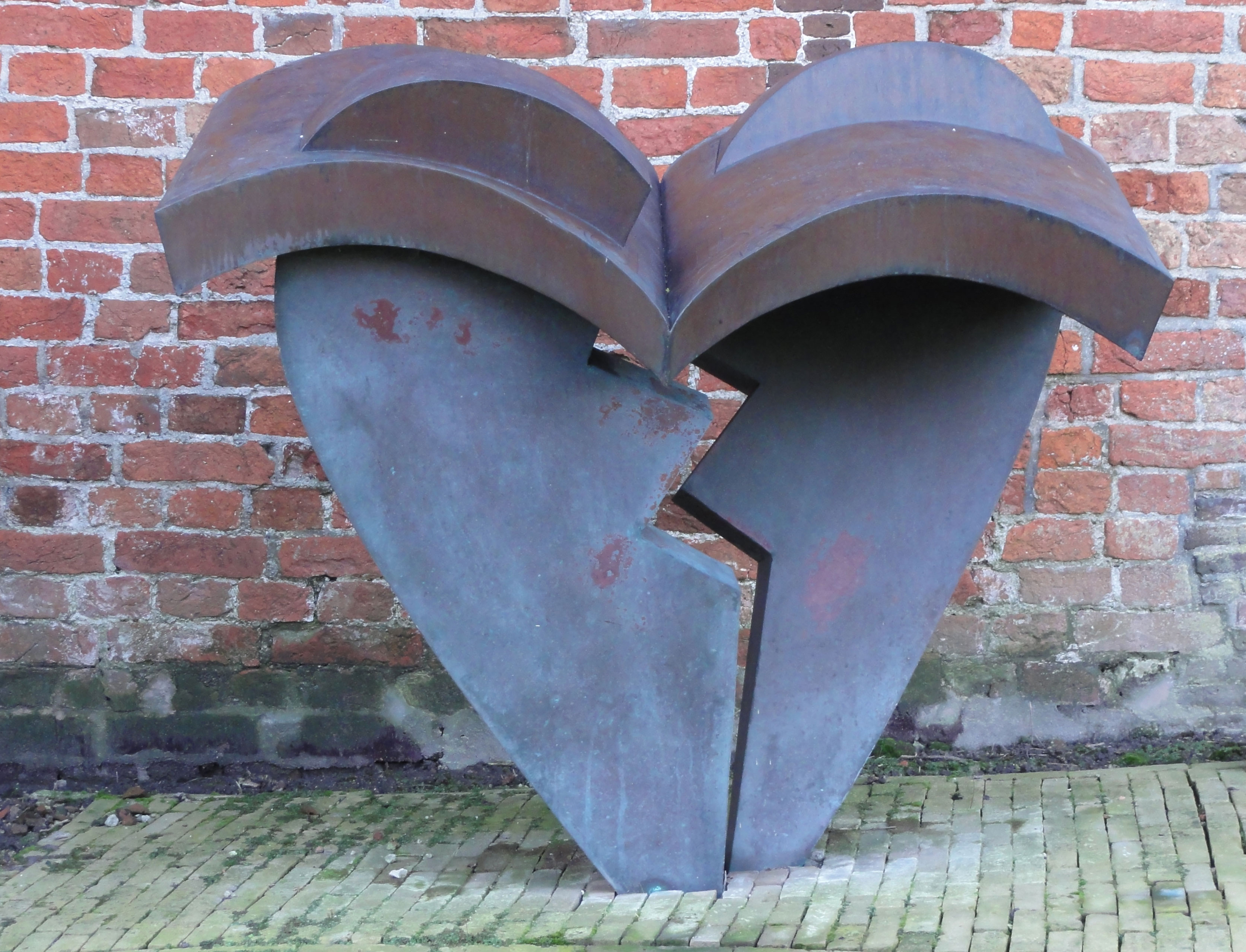
Monument bij de kerk voor François Haverschmidt in Foudgum

Van de oorspronkelijke middeleeuwse romaanse kerk resteren nog slechts enkele delen van de toren, die in de 15e eeuw werd verhoogd en in 1753 werd hersteld. De kerk was in het begin van de 19e eeuw in zo'n slechte bouwkundige staat, dat werd besloten om hem af te breken. Op dezelfde plaats werd een nieuwe kerk gebouwd, waarvoor in 1808 de eerste steen werd gelegd. De kerk bezit een 18e-eeuws kabinetorgel, afkomstig uit de Vrije Evangelische Gemeente van Leeuwarden.
In 1977 werd de kerk gerestaureerd. De kerk is erkend als een rijksmonument. Eigenaar is de Stichting Alde Fryske Tsjerken. De kerk wordt verhuurd en is een officiële trouwlocatie van de gemeente Dongeradeel.

## Piet Paaltjens

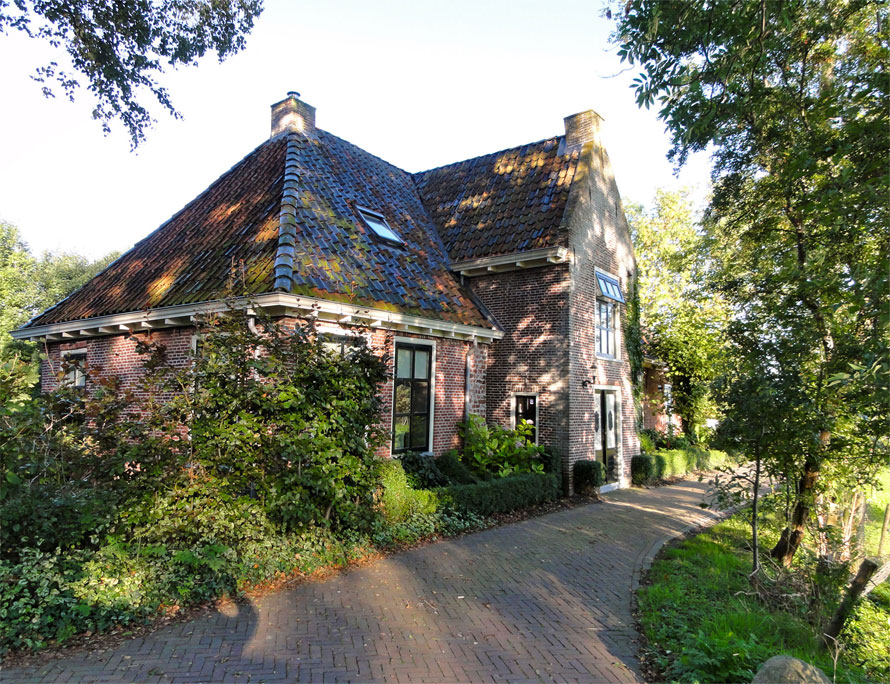
Pastorie van Foudgum aan het Piet Paaltjenspad in Foudgum

De kerk staat aan het Piet Paaltjenspad in Foudgum. Dat herinnert aan de periode, dat François Haverschmidt - bekend geworden als dichter onder zijn pseudoniem Piet Paaltjens - predikant van Foudgum was. Hij was er van 1859 tot 1862 predikant en woonde in de pastorie even ten noorden van de kerk aan het Piet Paaltjenspad. Tegen de noordelijke muur van de kerk bevindt zich het door Hillie van der Gang gemaakte monument als herinnering aan deze predikant, dichter en schrijver.